# Cidinha (futebolista)
Maria Aparecida Souza Dias ou apenas Cidinha (Campo Grande, 6 de outubro de 1976) é uma ex-futebolista profissional brasileira que atuava como defensora.

## Carreira
Cidinha fez parte do elenco da Seleção Brasileira de Futebol Feminino, em Sydney 2000. 